# 帝國議會 (神聖羅馬帝國)

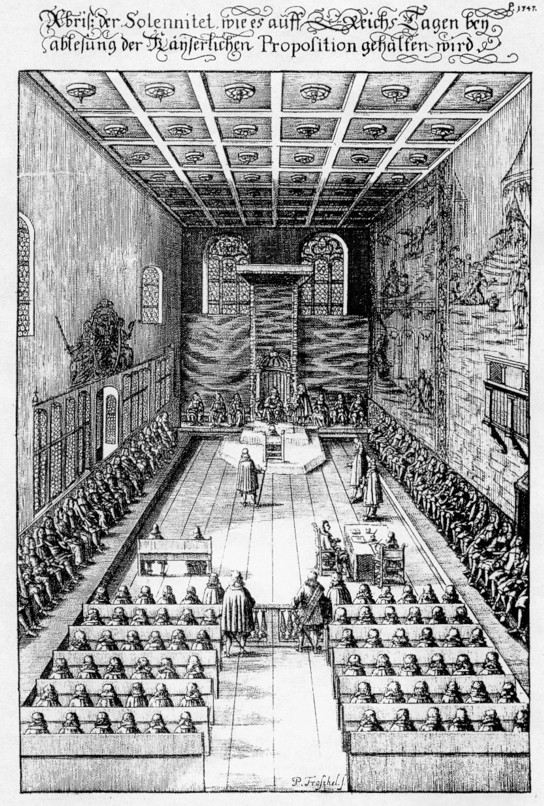
一副1675年的雕刻作品中展示雷根斯堡市政廳舉行的帝國議會開幕儀式示意圖：皇帝與選帝侯在主座，世俗親王在左，采邑主教在右，各帝國城市的代表在下

帝国议会（拉丁語： 或 ）是神聖羅馬帝國的协商机构，并不是当代意义上的立法主体。議會成員被稱為帝國政治體，並被分為三個議事團。最早起源於中世紀的宮廷集會，這樣的集會隨著時代變遷最終形成永久且常態化的帝國議會。從1663年開始直到1806年帝國解體為止，帝國議會於雷根斯堡形成並維持長達百年的永久會期。
根據封建法，帝國政治體的權力僅次於神聖羅馬皇帝。持有一個帝國領地代表帝國議會中擁有一票。因此一名議會成員可能依據其所擁有之領地數量而在帝國議會中同時擁有數張選票甚而能於不同的議事團中參與投票。議會成員一般不直接參與議事，而是派遣代表前往位於雷根斯堡的永久議會。晚期的帝國議會實際上即為帝國各領地大使的永久集會。

## 歷史
如同帝國本身，帝國議會的地位及功能隨著時間而演變，在這過程中各個帝國領地獲得越來越大的自治權力，而與之相對的是帝國整體實力的不斷削弱。在帝國議會剛開始出現時，招集議會並沒有固定的時間或地點。會議最初的起源來自於古代法蘭克王國成員的各日爾曼部落的公爵聚集並做出各種重要決定的會議。這種集會的原因可能是因為基於古日爾曼法，領導者必須獲得其他人的支持。例如根據法蘭克皇家編年史，早在薩克森戰爭時，查理大帝領導下的議會就於777年在帕德博恩開會，而802-803年於亞琛招開的議會則正式頒佈有關新征服的薩克森地區與其他部族的法律。
於919年在弗里茨拉爾招開的議會上，帝國公爵們選出了薩克森的亨利一世為首任日爾曼國王，藉此克服法蘭克與薩克森之間長期對立的問題並為日爾曼王國的出現奠下基礎。在首次遠征義大利後，1158年的隆卡利亚帝国议会所訂下之法律徹底改變了帝國從未正式明文規範的憲法，這次議會最終造成帝國中央集權的持續衰弱及地方諸侯的實力增長。1356年議會招開後查理四世頒布的金璽詔書奠定了領地主權（Landesherrschaft）的原則，即各領主大公對其領地擁有極大程度的自治主權。此詔書並正式規範帝國皇帝的選舉流程，並訂下擁有投票權的七位選帝侯。教宗在皇帝選舉過程中並未直接涉入，而是針對選帝侯們選出的皇帝候選人進行承認與加冕。

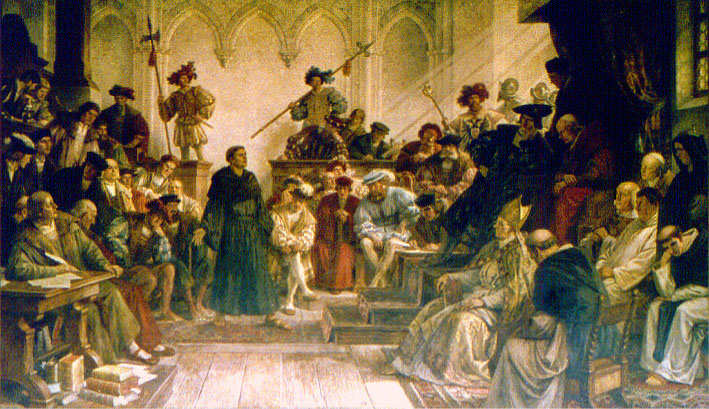
馬丁·路德在1521年的沃尔姆斯议会上，19世紀Hermann Wislicenus的畫作

然而直到15世紀晚期之前，這個議會並非帝國的正式官方機構，而是親王及公爵們不定期在帝國皇帝的宮廷中組織的會談；這些聚會一般被稱為宮廷會議。從1489年開始，集會才被正式稱為帝國議會，並且在其中分為不同的議事團（collegia，"colleges"）。議事團一開始只有兩團，分別由各選帝侯及其他公爵與親王們組成。稍後，帝國內享有帝國直轄權而實際上獨立於各區域領主並直接受皇帝管轄的各帝國自由城市也在議會中被接納成為議會中的第三個議事團。
在歷次帝國議會中，尤其是從1495年沃木斯議會開始，議會各方面曾經數次試圖對帝國進行改革並避免帝國解體，然而這些嘗試皆無明顯效果。相對的從1648年簽訂西發里亞和約並且進一步限制帝國皇帝權限使其只能接受議會所做的一切決定開始，帝國解體的過程進一步的加快了。和約的簽訂實質上剝奪了皇帝剩餘不多的權力，因而從此時開始直到1806年帝國正式解體為止，神聖羅馬帝國僅代表其範圍內各獨立邦國的集合統稱。
帝國議會歷史上最有名的幾次會議包括：頒布了帝國改革法案的1495年沃木斯議會；馬丁·路德被審判及宣告為異端的1521年沃木斯議會；1526與1529年兩次施派爾議會針對馬丁·路德禁令與宗教改革的相關決定與抗議造就了新教的崛起及其命名來源(Protestant)；數次於紐倫堡招開的議會亦涉及宗教改革。帝國議會的招開地點不停變換，直到1663年於雷根斯堡召開永久議會後才保持於固定地點舉辦。
1507年的康士坦茲議會承認神聖羅馬帝國的統一性，並且成立了帝国枢密法院（德語：Reichskammergericht）。

## 成员
1489年以后，帝国议会由3个议事团体组成

### 选帝侯
选帝侯（Kurfürstenrat），由美因茨大主教领衔。經由1356年金玺诏书指定以下7名帝國官員：
- 3位神职大主教
  - 美因茨大主教作為德意志王國國相
  - 科隆大主教作為義大利王國國相
  - 特里尔大主教作為勃艮第王國國相
- 4位世俗贵族
  - 波西米亚国王作為大獻酌官（英语：Cup-bearer）
  - 普法尔茨选侯作為大司膳
  - 萨克森选侯作為大司馬
  - 勃兰登堡藩侯作為大司闈

### 城市
帝國自由市（Freie Städte，例如法蘭克福），每個自由市各有一票，但只是作參考之用，並沒有實際意義